# Лас Трохес (Теокалтиче)
Лас Трохес (шп. Las Trojes) насеље је у Мексику у савезној држави Халиско у општини Теокалтиче. Насеље се налази на надморској висини од 1778 м.

## Становништво
Према подацима из 2010. године у насељу је живело 7 становника.

### Хронологија
| Година       | 2000         | 2005       | 2010 |
| ------------ | ------------ | ---------- | ---- |
| Становништво | 32 (16 / 16) | 14 (8 / 6) | 7    |

### Попис
| # | Индикатор                     | Вредност |
| - | ----------------------------- | -------- |
| 1 | Укупно домаћинстава           | 5        |
| 2 | Укупно насељених домаћинстава | 2        |
| 3 | Величина локације             | 1        |